# Ленточный узел

Прямой узел, представленный в виде ленточного узла

В теории узлов ленточный узел — это узел, который ограничивает самопересекающийся круг только с ленточными особенностями. Интуитивно, этот вид особенности может быть образован путём совершения разреза в круге и пропусканием другой части круга через разрез. Более формально, этот тип особенности заключается в самопересечении по дуге. Прообраз этой дуги состоит из двух дуг круга, одна из которых полностью лежит внутри круга, а концы другой находятся на краю круга.

## Теория Морса
Секущий круг M — это гладкое вложение {\displaystyle D^{2}} в {\displaystyle D^{4}} с {\displaystyle M\cap \partial D^{4}=\partial M\subset S^{3}}. Рассматривая функцию
{\displaystyle f:D^{4}\to \mathbb {R} }, заданную формулой {\displaystyle f(x,y,z,w)=x^{2}+y^{2}+z^{2}+w^{2}},
путём небольшой изотопии M можно добиться, чтобы f была функцией Морса на M. Можно сказать, что {\displaystyle \partial M\subset \partial D^{4}=S^{3}} является ленточным узлом, если {\displaystyle f_{|M}:M\to \mathbb {R} } не имеет внутреннего локального максимума.

## Гипотеза о срезанной ленте
Известно, что любая лента является срезанным узлом. Известная открытая проблема, поставленная Фоксом и известная как гипотеза о срезанной ленте, ставит обратный вопрос: является ли каждый срезанный узел лентой?
Лиска показал, что гипотеза верна для узлов с числом мостиков два. Грин и Ябука показали, что это верно для трёхнитевых кружевных зацеплений. Однако Гомпф, Шарлеман и Томпсон  предположили, что гипотеза может быть и не верна и предложили семейства узлов, которые могут стать контрпримерами.